# Картаго (провинција)
Картаго (шп. Provincia de Cartago) је једна од седам провинција Костарике. Администативно средиште је град Картаго. Површина провинције је 3.124 км², на којој живи према подацима из 2010. године 510.727 становника. Картаго је смештен у централном делу земље и подељен је на 8 кантона.